# Platynectes rihai
Platynectes rihai är en skalbaggsart som beskrevs av Stastný 2003. Platynectes rihai ingår i släktet Platynectes och familjen dykare. Inga underarter finns listade i Catalogue of Life.